# Wilfried Huismann
Wilfried Huismann (* 3. Januar 1951 in Godensholt) ist ein deutscher Journalist, Autor, Filmemacher und dreifacher Träger des Adolf-Grimme-Preises.

## Leben und Wirken
Huismann studierte Sozialwissenschaften und Geschichte in Marburg und Hannover, bevor er 1981 als Entwicklungshelfer nach Santiago de Chile ging und 1982 seine journalistische Tätigkeit, zunächst als Autor von Radio-Features, aufnahm. Ab 1986 war er Mitarbeiter des politischen Fernsehmagazins Monitor.
Huismann ist Regisseur einer aufwändigen internationalen Co-Produktion mit dem Titel Lieber Fidel – Maritas Geschichte (2000), die die Liebe von Marita Lorenz zu Fidel Castro nachzeichnet, weiterhin Autor der ARD-Reihe Politische Morde und arbeitete mit der WDR – die story-Redaktion zum Beispiel an den Folgen: Der Fall Henry Kissinger (2001), Des Teufels Lehrling (2002), Verrat in Santiago – Wer erschoss Salvador Allende (2003), Eiskalt – Pinochets Plan Z (2003), Russisch Roulette – Die Agenten, der Kreml und das Kanzleramt (2004).
Einer breiten Öffentlichkeit wurde er durch seine Filmdokumentation über das Attentat auf John F. Kennedy bekannt, welches die ARD am 6. Januar 2006 ausstrahlte. Huismann präsentierte darin teilweise neue Dokumente und Aussagen von Zeitzeugen, auf die er während seiner drei Jahre langen Recherche gestoßen war. Sie belegen nach seiner Ansicht die These, dass der kubanische Regierungschef Fidel Castro Auftraggeber des mutmaßlichen Attentäters Lee Harvey Oswald gewesen sei. Während der Film einerseits für den Fachpreis Hollywood Award nominiert wurde, führten die Thesen in Deutschland zu anhaltenden Diskussionen in Fachkreisen und in Printmedien.
Der WDR-Mitarbeiter Ekkehard Sieker veröffentlichte zusammen mit dem Buchautor Lothar Buchholz Mitte September 2006 die 160-seitige Untersuchung Rendezvous mit der Quote, in der zentrale Thesen des Films kritisch hinterfragt werden und in Frage gestellt werden.
Huismann lebt mit seiner Familie in Bremen.

## Schwarzbuch WWF 2012
Am 20. April 2012 erschien das WWF-kritische Buch Schwarzbuch WWF von Huismann. Huismann kritisiert in seinem Buch die Nähe des WWF zur Industrie, dessen aus seiner Sicht koloniale Vergangenheit und Intransparenz sowie die Beteiligung an ökologisch umstrittenen Projekten und die Annahme von Spendengeldern von Firmen. Die Zusammenarbeit mit Großkonzernen bezeichnet Huismann als Grünen Ablasshandel: Der WWF sitze in verschiedensten Gremien, wo Konzerne Zertifikate über nachhaltige Produktion erhielten, während sie gleichzeitig die Urwälder vernichteten und die Umwelt mit Chemikalien vergifteten. Unter den Schutzprojekten für Tiger, Gorillas usw. würden ferner immer wieder die indigenen Völker leiden. Diese Völker würden aus den Schutzgebieten, ihren angestammten Siedlungsgebieten, vertrieben.
Ebenfalls übte Huismann Kritik an der Unterstützung des WWF von Lachszucht. So soll das Gehalt einer Lachsexpertin des WWF Norwegen jahrelang zu hundert Prozent von Marine Harvest gezahlt worden sein.
Der WWF bezeichnet die Anschuldigungen von Huismann als „Halbwahrheiten“und übte schon vor Erscheinen des Buches Druck auf die Verlagsgruppe Random House aus, um eine Veröffentlichung zu verhindern. Das Schwarzbuch war für eine Woche im Handel erhältlich, bis der WWF bei großen Buchhändlern über eine Anwaltskanzlei in einem Schreiben Unterlassungsansprüche geltend machte. Obwohl der WWF keine einstweilige Verfügung gegen das Schwarzbuch erwirken konnte und die Verhandlung vor dem Landgericht Köln erst angesetzt war und der Verkauf damit nicht verboten war, verschwand es dennoch von großen Teilen des Marktes; große Buchhändler wie Amazon, Thalia, Libri, KNV und Weltbild nahmen das Buch aus dem Sortiment. Die FAZ sprach wie Burkhardt Müller-Sönksen, medienpolitischer Sprecher der FDP-Bundestagsfraktion von einer Selbstzensur der Großhändler.
Über den Verlag Random House konnte es jedoch weiterhin bezogen werden. Auch buchhandel.de, die Börsenverein des Deutschen Buchhandelstochter MVB und andere kleinere Händler wie die Osiandersche Buchhandlung und eBuch boten das Buch weiter an. Am 2. Juni machte die FAZ die Vorgänge öffentlich und die Affäre wurde in der Folge von anderen Printmedien wie Stern und Focus aufgegriffen. Bis zu diesem Zeitpunkt hatte der Verlag bereits ca. 5000 Bücher verkauft.
Am 26. Juli 2012 kam es zu einer außergerichtlichen Einigung zwischen WWF, Verlag und Autor. Für die 3. Auflage des Buches kommt es zur Streichung oder Überarbeitung von 21 Textpassagen. Das Interview mit der WWF-Mitarbeiterin Dörte Bieler musste bereits nach der Gerichts-Entscheidung am 15. Juni in der 2. Buchauflage gestrichen werden.
Das Interview über negative Folgen des Palmölanbaus hatte Huismann mit der WWF-Mitarbeiterin Bieler kurz nach ihrem Vortrag auf der Konferenz World Ethanol 2010 in Genf zum Thema Bioenergie 2010 geführt. Es handelte sich um das einzige Interview, das Huismann mit dem WWF erhielt. Nach Darstellung des WWF waren die Persönlichkeitsrechte der WWF-Mitarbeiterin in der ersten Buchauflage grob verletzt worden, so dass sich WWF, Verlagsgruppe Random House und der Autor Huismann auf einen Vergleich bezüglich der Persönlichkeitsrechte am 25. Juli 2012 geeinigt hätten, nach dem die WWF-Mitarbeiterin nicht mehr zitiert, ihr Bild nicht mehr verwendet werden und ihr Name nicht mehr genannt werden dürfte. Laut Süddeutscher Zeitung (SZ) hatten Huismann und Verlagsjustiziar Rainer Dresen bereits im Juni 2012 zugestimmt, dass die WWF-Expertin in einer Zwischenauflage nicht mehr mit Namen zitiert, sondern nur noch „namenlose Biomasse-Referentin“ genannt wird.
Die vorhandenen Bücher der beiden ersten Auflagen durften vom Handel ohne Auflagen weiter verkauft werden. Die Grundthese des Buches, dass der WWF für Umweltsünder-Unternehmen als „Grünwaschanlage“ zum Greenwashing diene, blieb durch außergerichtliche Einigung unberührt. Die SZ titelte entsprechend: Grünwaschanlage bleibt Grünwaschanlage. Huismanns Buch zufolge hätten Global Player wie Coca-Cola, Shell, Monsanto, HSBC, Cargill, BP, Alcoa and Marine Harvest durch das Greenwashing von dem „grünen“ Image des WWF profitiert, um ihren Geschäften unverändert nachgehen zu können, während der WWF Finanzmittel in Millionenhöhe aus diesen Verbindungen erhalten habe.
Nach Darstellung des WWF falsifizierte das Landgericht Köln am 11. Dezember 2013 mehrere Tatsachenbehauptungen – laut WWF „Kernaussagen der Dokumentation »Der Pakt mit dem Panda«“ – aus dem Film Der Pakt mit dem Panda als unwahr. Das Schwarzbuch WWF basiert auf jener Dokumentation. Im Dezember 2014 wurde in einem Berufungsverfahren festgestellt, Huismann hätte der pressemäßigen Sorgfaltspflicht nicht genügt. Er und die Sender SWR und WDR dürfen die entsprechenden Aussagen aus der Dokumentation nicht wiederholen. Ähnliche Anschuldigungen ergingen auch, als Huismann im Jahre 2018 in ähnlicher Manier eine Dokumentation über das Öko-Siegel des Marine Stewardship Council drehte. So lassen die inszenatorischen Herangehensweisen in »Das Geschäft mit dem Fischsiegel - Die dunkle Seite des MSC« ebenfalls eine pressemäßige Sorgfaltspflicht vermissen.
2014 erschien eine englischsprachige Überarbeitung – umbenannt von „The Silence of the Pandas“ in PandaLeaks – The Dark Side of the WWF. Huismann erklärte in einem im November 2014 veröffentlichten Interview, da kein großer englischsprachiger Verlag das Buch hätte veröffentlichen wollen, sei es für die Herausgabe des Buches in englischer Sprache notwendig gewesen, dass der Autor die Auslandsrechte für sein Buch zurückkaufte, einen „Miniverlag“ gründete und eine eigene Übersetzung finanzierte. Als Beispiel aus dem Buch PandaLeaks zog Huismann die jüngere WWF-Kampagne zur Rettung des Orang-Utans in Indonesien heran. Es gebe dabei – so Huismann – kein einziges Orang-Utan-Rettungsprojekt des WWF in Indonesien, und die meisten Orang-Utans würden nicht in den Nationalparks leben, um deren Pflege sich der WWF bemühe, sondern in Sekundärwäldern, die aktuell von der Palmölindustrie abgeholzt würden. Der WWF, der Huismann zufolge traditionell eine Nähe zur Energie- und Agrarindustrie aufweise, habe aber beispielsweise 2007 einen Kooperationsvertrag mit Wilmar International als größtem Palmölproduzenten der Region abgeschlossen, mit dem Ziel Biokraftstoff (bio fuel) zu erzeugen. Allein bei den dafür notwendigen Rodungen seien zwei Drittel der großen Orang-Utan-Populationen im Gebiet vernichtet worden. Der WWF trage daher die Mitverantwortung für die Tötung von weitaus mehr Orang-Utans als durch Schutzmaßnahmen des WWF in den Nationalparks gerettet würden. Huismann selbst bezeichnete als seine „Kernthese“, dass der WWF, der in seinen Geschäftsführungen nicht mehr viele klassische Naturschützer, sondern aus der Wirtschaft und dem Bereich Public Relations kommendes Personal mit hohen Gehältern beschäftige, als Geschäftsmodell verfolge, „mit der Natur, mit den Tieren, mit dem Mitleid der Menschen für die bedrohte Natur sehr viel Geld zu verdienen“. Der WWF sehe daher die Glaubwürdigkeit seines Geschäftsmodells durch die kritische Berichterstattung Huismanns bedroht. Aufgrund der Klage des WWF und der folgenden außergerichtlichen Einigung hätten nicht nur in der deutsch- und englischsprachigen Fassung Passagen gestrichen und umgeschrieben werden müssen, sondern es sei zudem zu seit Jahren anhaltenden gerichtlichen Auseinandersetzungen über den von Huismann erstellten Film „Silence of the pandas“ gekommen, die sowohl dessen Ausstrahlung als auch dessen internationalen Vertrieb blockierten.

## Auszeichnungen
Huismann erhielt zahlreiche Auszeichnungen, zum Beispiel drei Adolf-Grimme-Preise für Das Totenschiff (1994), Gesucht wird … Das Geheimnis um das Olympia-Attentat 1972 (1996), Machtspieler – Friedrich Hennemann und der Untergang des Bremer Vulkan (1999).
Für seine Reportage Das Totenschiff wurde Huismann auch 1995 mit dem Fritz-Sänger-Preis ausgezeichnet. Für die Reportage Gesucht wird … Die Schuld an der Vulkan-Pleite wurde Huismann zusammen mit Klaus Schloesser 1998 mit dem Ernst-Schneider-Preis ausgezeichnet.
2009 erhielt er auf dem New York Festival in New York für seinen Dokumentarfilm Schnappschuss mit Che die „Gold World Medal“ in der Kategorie „National/International Affairs“. Für Der Pakt mit dem Panda erhielt er 2012 den renommierten Otto-Brenner-Preis für kritischen Journalismus.
2020 erhielt er den Preis der Deutschen Akademie für Fernsehen in der Kategorie Dokumentarfilm für Colonia Dignidad – Aus dem Innern einer deutschen Sekte.
2021 erhielt er den Robert-Geisendörfer-Preis in der Kategorie Fernsehen für Colonia Dignidad – Aus dem Innern einer deutschen Sekte.

## Filmografie
- 1988: Franca Magnani (mit Albrecht Reinhard)
- 1990: Untergetauchte Kamera – Fotografie im Widerstand
- 1991: Die Mafia Ost (mit Jürgen Thebrath)
- 1991: Bremen-Bagdad (mit Rainer Kahrs)
- 1992: Kühl bis ans Herz: Porträt der Treuhandpräsidentin (mit Jürgen Thebrath)
- 1993: Der Junge mit dem Engelsgesicht
- 1994: Das Totenschiff
- 1995: Das Schicksal der entführten Kinder
- 1996: Gesucht wird … Das Geheimnis um das Olympia-Attentat 1972
- 1998: Der Tod des Pharao: Anwar al Sadat
- 1999: Biedermanns Reich (mit Moni von Behr)
- 1999: Machtspieler – Friedrich Hennemann und der Untergang des Bremer Vulkan (mit Klaus Schloesser)
- 2000: Lieber Fidel – Maritas Geschichte
- 2001: Der Fall Henry Kissinger
- 2002: Des Teufels Lehrling
- 2003: Eiskalt – Pinochets Plan Z
- 2003: Verrat in Santiago – Wer erschoss Salvador Allende?
- 2004: Russisch Roulette – Die Agenten, der Kreml und das Kanzleramt
- 2006: Rendezvous mit dem Tod: Warum John F. Kennedy sterben musste
- 2007: Schnappschuss mit Che
- 2009: Tatort-Drehbuch: Schiffe versenken (mit Philip LaZebnik)
- 2010: Tatort-Drehbuch: Schlafende Hunde (mit Dagmar Gabler)
- 2010: Lachsfieber (mit Arno Schumann)
- 2011: Der Pakt mit dem Panda
- 2014: Tatort-Drehbuch: Brüder (mit Dagmar Gabler)
- 2015: Tatort-Drehbuch: Wer Wind sät, erntet Sturm (mit Boris Dennulat und Dirk Morgenstern)
- 2016: Bolivien und das „Recht“ auf Kinderarbeit (ARTE-Reportage)
- 2016: King of Cocaland - UN loses War on Drugs, 52 min. (deutsch: Steuergeld für die Kokain-Mafia?)
- 2018: Das Geschäft mit dem Fischsiegel – die dunkle Seite des MSC, 52 min. (WDR)
- 2019: Colonia Dignidad – Aus dem Innern einer deutschen Sekte, 4 Teile, je 52 min. (ARTE/WDR, als Zweiteiler im Das Erste)

## Werke
- Dieser Augenblick rückt näher: Reportagen aus Chile. Pahl-Rugenstein Verlag, Köln 1983 ISBN 3-7609-0758-X
  - Auszug: Santiago, Tage im September, in Für eine bessere Republik. Ein Lesebuch. Reihe: Kleine Bibliothek Politik und Zeitgeschichte, 480. ebd. 1987, Essay 225
- Cuba: ein Reisebuch. VSA-Verlag, Hamburg 1989 ISBN 3-87975-504-3
- Rendezvous mit dem Tod: Warum John F. Kennedy sterben musste. Pendo Verlag, München 2006 ISBN 3-86612-095-8
- Schwarzbuch WWF. Dunkle Geschäfte im Zeichen des Panda, Gütersloher Verlagshaus, Gütersloh 2012, ISBN 978-3-579-06675-2
- Pandaleaks: The Dark Side of the WWF. Bremen 2014 ISBN 978-1-5023-6654-2